# CD 세치 지 세템브루
클루비 데스포르치부 세치 지 셉템브루(포르투갈어: Clube Desportivo Sete de Setembro) 또는 세치 지 도우라도스(포르투갈어:  Sete de Dourados)로 불리는 브라질의 축구단으로 마투그로수두술주의 두라두스를 연고로 한다. 클럽 이름은 포르투갈어로 "9월 7일"을 뜻한다. 2017년 현재 브라질 축구 4부 리그 캄페오나투 브라질레이루 세리이 D에 참가하고 있다.

## 대회 경력
- 캄페오나투 술마투그로센시
  - 우승 (1) : 2016